# Derefunda albomaculata
Derefunda albomaculata är en insektsart som först beskrevs av Frederick Arthur Godfrey Muir 1922.  Derefunda albomaculata ingår i släktet Derefunda och familjen vedstritar. Inga underarter finns listade i Catalogue of Life.